# Paullinia
Genre
Classification APG III (2009)
Synonymes
Selon GBIF (23 mars 2022) :
- Castanella Spruce ex Benth. & Hook.f.
- Corindum Adans.
- Cururu Mill.
- Enourea Aubl.
- Geeria Neck.
- Koernickea Klotzsch
- Semarillaria Ruiz & Pav.
- Tondin Schill.

Paullinia est un genre de plantes de la famille des Sapindaceae.
Il comprend des arbustes, de petits arbres et des lianes originaires  d'Amérique du Sud, d'Amérique centrale et des Caraïbes. Son nom rappelle Simon Paulli un herboriste allemand du XVIIe siècle.

## Sélection d'espèces
Selon NCBI (14 août 2010) :
- Paullinia capreolata (Aubl.) Radlk.
- Paullinia cupana Kunth - Guaraná
- Paullinia pinnata L.

### Espèces présentes enGuyane
Selon INPN (24 mars 2022) :
- Paullinia alata (Ruiz & Pav.) G.Don, 1831
- Paullinia alsmithii J.F.Macbr., 1956
- Paullinia anodonta Radlk., 1911
- Paullinia anomophylla Radlk., 1895 - douteux
- Paullinia bracteosa Radlk., 1905
- Paullinia caloptera Radlk., 1895
- Paullinia cambessedesii Triana & Planch., 1862 - endémique
- Paullinia capreolata (Aubl.) Radlk.
- Paullinia cupana Kunth - Guaraná introduit, douteux
- Paullinia dasygonia Radlk., 1895
- Paullinia degranvillei Acev.-Rodr., 2011 - endémique
- Paullinia fibulata Rich. ex Juss., 1804 - subendémique
- Paullinia imberbis Radlk., 1895
- Paullinia ingifolia Rich. ex Juss., 1804
- Paullinia isoptera Radlk., 1914
- Paullinia latifolia Benth. ex Radlk., 1895
- Paullinia lingulata Acev.-Rodr., 1998 - endémique
- Paullinia oldemanii Acev.-Rodr., 2011 - subendémique
- Paullinia pinnata L.
- Paullinia plagioptera Radlk., 1911 - subendémique
- Paullinia prevostiana Acev.-Rodr., 2011 - subendémique
- Paullinia rubiginosa Cambess., 1825
  - Paullinia rubiginosa subsp. setosa (Radlk.) Acev.-Rodr., 2012
- Paullinia rufescens Rich. ex Juss., 1804
- Paullinia rugosa Benth. ex Radlk., 1895
- Paullinia sphaerocarpa Rich. ex Juss., 1804
- Paullinia spicata Benth., 1851
- Paullinia stellata Radlk., 1895
- Paullinia stenopetala Sagot, 1881
- Paullinia tetragona Aubl., 1775
- Paullinia tricornis Radlk., 1895 - subendémique
- Paullinia venosa Radlk., 1895
- Paullinia vespertilio Sw., 1788 - douteux

## Liste d'espèces
Selon NCBI (14 août 2010) :
- Paullinia alata
- Paullinia cupana - Guaraná
- Paullinia elegans
- Paullinia eriocarpa
- Paullinia faginea
- Paullinia pachycarpa
- Paullinia pinnata
- Paullinia subauriculata
- Paullinia venosa

Selon ITIS (14 août 2010) :
- Paullinia cupana Kunth
- Paullinia fuscescens Kunth
- Paullinia pinnata L.
- Paullinia plumieri Triana & Planch.
- Paullinia yoco R. E. Schultes & Killip - Yoco

Selon GBIF (23 mars 2022) :
- Paullinia acuminata Uittien
- Paullinia acutangula (Ruiz & Pav.) Pers.
- Paullinia acutangula Britton
- Paullinia africana R.Br.
- Paullinia africana R.Br. ex Tedlie
- Paullinia alata (Ruiz & Pav.) Don
- Paullinia allenae Standl.
- Paullinia allenii Standl.
- Paullinia alsmithii J.F.Macbr.
- Paullinia anisoptera Turcz.
- Paullinia anodonta Radlk.
- Paullinia anomophylla Radlk.
- Paullinia apoda Radlk.
- Paullinia arborea Sessé & Moc.
- Paullinia arenicola Gleason
- Paullinia aspera Radlk.
- Paullinia aspera Radlk. ex Hoehne
- Paullinia austin-smithii Standl.
- Paullinia baileyi Standl.
- Paullinia bakeriana Huber
- Paullinia barbadensis Jacq.
- Paullinia bernhardii Uittien
- Paullinia bicorniculata Somner
- Paullinia bidentata Radlk.
- Paullinia bilobulata Radlk.
- Paullinia biternata D.Dietr.
- Paullinia boliviana Radlk.
- Paullinia boliviana Radlk. ex Rusby
- Paullinia bracteosa Radlk.
- Paullinia brenesii Croat
- Paullinia bristanii Croat
- Paullinia buricana Croat
- Paullinia caloptera Radlk.
- Paullinia cambessedesii Triana & Planch.
- Paullinia capitata Benth. ex Triana & Planch.
- Paullinia capreolata (Aubl.) Radlk.
- Paullinia carpopoda Cambess.
- Paullinia carpopodea Cambess.
- Paullinia carrenoi Steyerm.
- Paullinia cartaginensis Jacq.
- Paullinia castaneifolia Radlk.
- Paullinia castanifolia Radlk.
- Paullinia cauliflora Jacq.
- Paullinia cearensis Somner & Ferrucci
- Paullinia chocoensis Cuatrec.
- Paullinia cidii Somner & Acev.-Rodr.
- Paullinia cirrhipes Cuatrec.
- Paullinia clavigera Schltdl.
- Paullinia clematidifolia Killip & Cuatrec.
- Paullinia conduplicata Radlk.
- Paullinia connaracea Triana & Planch.
- Paullinia coriacea Casar.
- Paullinia correae Croat
- Paullinia costaricensis Radlk.
- Paullinia costata Schltdl. & Cham.
- Paullinia cristata Radlk.
- Paullinia cuneata Radlk.
- Paullinia cupana Kunth
- Paullinia cupaniaefolia Rich. ex Juss.
- Paullinia cururu L.
- Paullinia curvicuspis Radlk.
- Paullinia curvicuspis Raldk.
- Paullinia dasygonia Radlk.
- Paullinia dasyphylla Radlk.
- Paullinia dasystachya Radlk.
- Paullinia decorticans Somner & Acev.-Rodr.
- Paullinia degranvillei Acev.-Rodr.
- Paullinia densiflora Sm.
- Paullinia dissecta Killip
- Paullinia echinata Huber
- Paullinia echinata Radlk.
- Paullinia elegans Cambess.
- Paullinia elliptica Cuatrec.
- Paullinia emetica R.E.Schult.
- Paullinia enneaphylla (Ruiz & Pav.) Don
- Paullinia erianthra Benth. ex Radlk.
- Paullinia eriocarpa Triana & Planch.
- Paullinia exalata Radlk.
- Paullinia faginea (Triana & Planch.) Radlk.
- Paullinia ferruginea Casar.
- Paullinia fibulata Rich.
- Paullinia filicifolia Cuatrec.
- Paullinia firma Radlk.
- Paullinia fissistipula J.F.Macbr.
- Paullinia fistulosa Radlk.
- Paullinia fournieri J.F.Morales
- Paullinia fraxinifolia Triana & Planch.
- Paullinia fruticosa Somner & Acev.-Rodr.
- Paullinia funicularis Radlk.
- Paullinia fuscescens Kunth
- Paullinia fusiformis Radlk.
- Paullinia gigantea Poepp. & Endl.
- Paullinia globosa Killip & Cuatrec.
- Paullinia glomerulosa Radlk.
- Paullinia granatensis (Planch. & Linden) Radlk.
- Paullinia guaviarensis Killip & Cuatrec.
- Paullinia haughtii Killip
- Paullinia hemiptera D.R.Simpson
- Paullinia hispida Jacq.
- Paullinia hitchcockii Gleason
- Paullinia hondurensis Acev.-Rodr. & Somner
- Paullinia hoobreucki hort. ex Gentil
- Paullinia hymenobracteata Radlk.
- Paullinia hymenobracteata Radlk. ex Donn.Sm.
- Paullinia hystrix Radlk.
- Paullinia imberbis Radlk.
- Paullinia ingifolia Rich.
- Paullinia ingifolia Rich. ex Juss.
- Paullinia integra Cuatrec.
- Paullinia interrupta Benth.
- Paullinia isoneura Killip
- Paullinia isoptera Radlk.
- Paullinia jamaicensis Macfad.
- Paullinia josecuatrii J.F.Macbr.
- Paullinia kallunkiae Croat
- Paullinia kallunkii Croat
- Paullinia killipii J.F.Macbr.
- Paullinia laciniata C.C.Gmel.
- Paullinia laeta Radlk.
- Paullinia largifolia Radlk.
- Paullinia latifolia Benth. ex Radlk.
- Paullinia leiocarpa Griseb.
- Paullinia linearis Radlk.
- Paullinia lingulata Acev.-Rodr.
- Paullinia livescens Radlk.
- Paullinia longifolia Radlk.
- Paullinia longipes St.-Lag.
- Paullinia macrophylla Cambess.
- Paullinia macrophylla Kunth
- Paullinia macrostachya Turcz. ex Hemsl.
- Paullinia magdalenensis Killip
- Paullinia mallophylla Radlk.
- Paullinia manarae Steyerm.
- Paullinia marginata Casar.
- Paullinia mariae J.F.Macbr.
- Paullinia martinellii Acev.-Rodr. & Somner
- Paullinia martinensis Cuatrec.
- Paullinia mazanensis J.F.Macbr.
- Paullinia medullosa Radlk.
- Paullinia meliifolia Juss.
- Paullinia mexiae Steyerm. ex Standl., 1940
- Paullinia micrantha Cambess.
- Paullinia microneura Cuatrec.
- Paullinia mollicoma Steyerm.
- Paullinia moquisapaensis J.F.Macbr. ex Ll.Williams
- Paullinia morii Croat
- Paullinia navicularis Radlk.
- Paullinia nitida Kunth
- Paullinia nobilis Radlk.
- Paullinia novemalata Uittien
- Paullinia nuriensis Steyerm.
- Paullinia obovata (Ruiz & Pav.) Pers.
- Paullinia obtusa Vell.
- Paullinia occidentalis Sessé & Moc.
- Paullinia oldemanii Acev.-Rodr.
- Paullinia pachycarpa Benth.
- Paullinia panamensis Croat
- Paullinia parvibractea Radlk.
- Paullinia perlata Radlk.
- Paullinia pinnata L.
- Paullinia plagioptera Radlk.
- Paullinia platymisca Radlk.
- Paullinia plumieri Triana & Planch.
- Paullinia podocarpa Klotzsch
- Paullinia polyphylla Schumach.
- Paullinia prevostiana Acev.-Rodr.
- Paullinia pseudota Radlk.
- Paullinia pseudota Radlk. ex Warm.
- Paullinia pterocarpa Triana & Planch.
- Paullinia pterophylla Triana & Planch.
- Paullinia quassiaefolia Linden
- Paullinia quitensis Radlk.
- Paullinia racemosa Wawra
- Paullinia reticulata Radlk.
- Paullinia revoluta Radlk.
- Paullinia rhomboidea Radlk.
- Paullinia riodocensis Somner
- Paullinia rossii Lodd. ex Radlk.
- Paullinia rubiginosa Cambess.
- Paullinia rufescens Rich.
- Paullinia rufescens Rich. ex Juss.
- Paullinia rugosa Benth. ex Radlk.
- Paullinia scaberula R.E.Schult.
- Paullinia scabra Benth.
- Paullinia selenoptera Radlk.
- Paullinia seminuda Radlk.
- Paullinia sericea Cambess.
- Paullinia serjana Sessé & Moc.
- Paullinia serjaniaefolia Triana & Planch., 1862
- Paullinia serjaniifolia Triana & Planch.
- Paullinia sessiliflora Radlk.
- Paullinia setosa Radlk.
- Paullinia simulans J.F.Macbr.
- Paullinia sphaerocarpa Rich. ex Juss.
- Paullinia spicata Benth.
- Paullinia spicithyrsa Cuatrec.
- Paullinia splendida R.E.Schult.
- Paullinia sprucei J.F.Macbr.
- Paullinia stellata Radlk.
- Paullinia stenopetala Sagot
- Paullinia sternii Croat
- Paullinia stipitata Cuatrec.
- Paullinia stipularis Benth.
- Paullinia stipularis Benth. ex Radlk.
- Paullinia subauriculata Radlk.
- Paullinia subnuda Radlk.
- Paullinia talamancensis J.F.Morales
- Paullinia tarapotensis Radlk.
- Paullinia tenera Poepp. & Endl.
- Paullinia tenuifolia Standl.
- Paullinia tenuifolia Standl. ex J.F.Macbr.
- Paullinia ternata Radlk.
- Paullinia tetragona Aubl.
- Paullinia thalictrifolia Juss.
- Paullinia thalictrifolia Radlk.
- Paullinia tomentosa Jacq.
- Paullinia tricornia Radlk.
- Paullinia tricornis Radlk.
- Paullinia trifoliolata Obando, R.Bernal & Acev.-Rodr.
- Paullinia trigonia Vell.
- Paullinia trilatera Radlk.
- Paullinia triptera Triana & Planch.
- Paullinia triquetra Sessé & Moc.
- Paullinia tumbesensis D.R.Simpson
- Paullinia turbacensis Kunth
- Paullinia uchocacha J.F.Macbr.
- Paullinia uchocache J.F.Macbr., 1956
- Paullinia uloptera Radlk.
- Paullinia unifoliolata Perdiz & Ferrucci
- Paullinia urvilleoides J.F.Macbr., 1956
- Paullinia venezuelana Radlk.
- Paullinia venosa Radlk.
- Paullinia verrucosa Radlk.
- Paullinia vespertilio Sw.
- Paullinia weinmanniifolia Mart.
- Paullinia wurdackii Acev.-Rodr. & Somner
- Paullinia xestophylla Radlk.
- Paullinia yoco R.E.Schult. & Killip

Selon World Flora Online (WFO) (23 mars 2022) :
- Paullinia acuminata Uittien
- Paullinia acutangula (Ruiz & Pav.) Pers.
- Paullinia alata (Ruiz & Pav.) G.Don
- Paullinia allenii Standl.
- Paullinia alsmithii J.F.Macbr.
- Paullinia anisoptera Turcz.
- Paullinia anodonta Radlk.
- Paullinia anomophylla Radlk.
- Paullinia arenicola Gleason
- Paullinia aspera Radlk.
- Paullinia baileyi Standl.
- Paullinia bidentata Radlk.
- Paullinia bilobulata Radlk.
- Paullinia boliviana Radlk.
- Paullinia bracteosa Radlk.
- Paullinia brenesii Croat
- Paullinia brentberlinii Croat
- Paullinia bristanii Croat
- Paullinia buricana Croat
- Paullinia californica I.M. Johnst.
- Paullinia caloptera Radlk.
- Paullinia cambessedesii Triana & Planch.
- Paullinia capreolata (Aubl.) Radlk.
- Paullinia carpopoda Cambess.
- Paullinia carrenoi Steyerm.
- Paullinia castanifolia Radlk.
- Paullinia cauliflora Jacq.
- Paullinia clathrata Radlk.
- Paullinia clavigera Schltdl.
- Paullinia conduplicata Radlk.
- Paullinia coriacea Casar.
- Paullinia correae Croat
- Paullinia costaricensis Radlk.
- Paullinia costata Schltdl. & Cham.
- Paullinia cristata Radlk.
- Paullinia cuneata Radlk.
- Paullinia cupana Kunth
- Paullinia cururu L.
- Paullinia curvicuspis Radlk.
- Paullinia dasygonia Radlk.
- Paullinia dasyphylla Radlk.
- Paullinia dasystachya Radlk.
- Paullinia dodgei Standl.
- Paullinia dukei Croat
- Paullinia echinata Radlk.
- Paullinia elegans Cambess.
- Paullinia eliasii Croat
- Paullinia enneaphylla G. Don
- Paullinia eriocarpa Triana & Planch.
- Paullinia exalata Radlk.
- Paullinia faginea (Triana & Planch.) Radlk.
- Paullinia ferruginea Casar.
- Paullinia fibrigera Radlk.
- Paullinia fibulata Rich.
- Paullinia fimbriata Radlk.
- Paullinia firma Radlk.
- Paullinia fissistipula J.F. Macbr.
- Paullinia fistulosa Radlk.
- Paullinia fournieri J. F. Morales
- Paullinia funicularis Radlk.
- Paullinia fuscescens Kunth
- Paullinia fusiformis Radlk.
- Paullinia gigantea Poepp.
- Paullinia globosa Killip & Cuatrec.
- Paullinia glomerulosa Radlk.
- Paullinia granatensis (Planch. & Linden ex Triana & Planch.) Radlk.
- Paullinia grandifolia Benth. ex Radlk.
- Paullinia hemiptera D.R. Simpson
- Paullinia hispida Jacq.
- Paullinia hitchcockii Gleason
- Paullinia hymenobracteata Radlk.
- Paullinia hystrix Radlk.
- Paullinia imberbis Radlk.
- Paullinia ingifolia Rich.
- Paullinia interrupta Benth.
- Paullinia isoptera Radlk.
- Paullinia itayensis J.F.Macbr.
- Paullinia josecuatrii J.F. Macbr.
- Paullinia kallunkii Croat
- Paullinia killipii J.F. Macbr.
- Paullinia laeta Radlk.
- Paullinia largifolia Radlk.
- Paullinia latifolia Benth. ex Radlk.
- Paullinia leiocarpa Griseb.
- Paullinia linearis Radlk.
- Paullinia lingulata Acev.-Rodr.
- Paullinia livescens Radlk.
- Paullinia mallophylla Radlk.
- Paullinia manarae Steyerm.
- Paullinia marginata Casar.
- Paullinia mariae J.F. Macbr.
- Paullinia martinensis Cuatrec.
- Paullinia mazanensis J.F. Macbr.
- Paullinia meliifolia Juss.
- Paullinia micrantha Cambess.
- Paullinia microneura Cuatrec.
- Paullinia mollicoma Steyerm.
- Paullinia morii Croat
- Paullinia navicularis Radlk.
- Paullinia nitida Kunth
- Paullinia nobilis Radlk.
- Paullinia novemalata Uittien
- Paullinia nuriensis Steyerm.
- Paullinia obovata (Ruiz & Pav.) Pers.
- Paullinia olivacea Radlk.
- Paullinia pachycarpa Benth.
- Paullinia panamensis Croat
- Paullinia parvibractea Radlk.
- Paullinia paullinioides Radlk.
- Paullinia perlata Radlk.
- Paullinia pilonensis Croat
- Paullinia pinnata L.
- Paullinia plagioptera Radlk.
- Paullinia platymisca Radlk.
- Paullinia pterocarpa Triana & Planch.
- Paullinia pterophylla Triana & Planch.
- Paullinia quitensis Radlk.
- Paullinia racemosa Wawra
- Paullinia reticulata Radlk.
- Paullinia revoluta Radlk.
- Paullinia rhomboidea Radlk.
- Paullinia riodocensis Somner
- Paullinia riparia Kunth
- Paullinia rubiginosa Cambess.
- Paullinia rufescens Rich.
- Paullinia rugosa Benth. ex Radlk.
- Paullinia scaberula R.E. Schult.
- Paullinia scabra Benth.
- Paullinia selenoptera Radlk.
- Paullinia seminuda Radlk.
- Paullinia serjaniifolia Triana & Planch.
- Paullinia sessiliflora Radlk.
- Paullinia setosa Radlk.
- Paullinia simulans J.F. Macbr.
- Paullinia sphaerocarpa Rich. ex Juss.
- Paullinia spicata Benth.
- Paullinia sprucei J.F. Macbr.
- Paullinia stellata Radlk.
- Paullinia stenopetala Sagot
- Paullinia sternii Croat
- Paullinia stipitata Cuatrec.
- Paullinia stipularis Benth. ex Radlk.
- Paullinia subauriculata Radlk.
- Paullinia subnuda Radlk.
- Paullinia talamancensis J.F.Morales
- Paullinia tarapotensis Radlk.
- Paullinia tenera Poepp.
- Paullinia tenuifolia Standl. ex J.F.Macbr.
- Paullinia ternata Radlk.
- Paullinia tetragona Aubl.
- Paullinia tomentosa Jacq.
- Paullinia triantennata Silveira
- Paullinia tricornis Radlk.
- Paullinia trigonia Vell.
- Paullinia trilatera Radlk.
- Paullinia trisulca Radlk.
- Paullinia tumbesensis D.R. Simpson
- Paullinia turbacensis Kunth
- Paullinia uchocacha J.F. Macbr.
- Paullinia uloptera Radlk.
- Paullinia venezuelana Radlk.
- Paullinia venosa Radlk.
- Paullinia venusta Radlk.
- Paullinia verrucosa Radlk.
- Paullinia vespertilio Sw.
- Paullinia xestophylla Radlk.
- Paullinia yoco R.E. Schult. & Killip